# Sigaargalvlieg
De Sigaargalvlieg (Lipara lucens) is een vliegensoort uit de familie van de halmvliegen (Chloropidae). De wetenschappelijke naam van de soort is voor het eerst geldig gepubliceerd in 1830 door Meigen. Hij leeft monofaag op Poaceae en veroorzaakt gallen. Hij is bekend van riet (Phragmites australis).